# Shabazz Napier
Shabazz Bozie Napier (ur. 14 lipca 1991 w Roxbury) – amerykański koszykarz, portorykańskiego pochodzenia, występujący na pozycji rozgrywającego.
27 lipca 2015 trafił w wyniku wymiany do Orlando Magic. 7 lipca 2016 został wytransferowany do Portland Trail Blazers w zamian za gotówkę.
17 lipca 2018 został zawodnikiem Brooklyn Nets.
7 lipca 2019 trafił do Golden State Warriors. Dzień później został zawodnikiem Minnesoty Timberwolves.
5 lutego 2020 trafił w wyniku wymiany z udziałem czterech zespołów do Denver Nuggets. Następnego dnia został wytransferowany do Washington Wizards.
13 lipca 2021 dołączył do rosyjskiego Zenitu Petersburg. 28 lutego 2022 opuścił klub.

## Osiągnięcia
Stan na 1 marca 2022, na podstawie, o ile nie zaznaczono inaczej.
NCAA
- 2–krotny mistrz NCAA (2011, 2014)
- Uczestnik turnieju NCAA (2011, 2012, 2014)
- Mistrz turnieju konferencji Big East (2011)
- NCAA Final Four Most Outstanding Player (2014)[11]
- Zawodnik Roku Konferencji American Athletic (AAC – 2014)[12]
- Zdobywca nagrody – Bob Cousy Award (2014)[13]
- MVP turnieju 2K Sports Classic (2014)
- Wybrany do:
  - I składu:
    - All-American (2014)
    - Big East (2013)
    - AAC (2014)
    - turnieju:
      - AAC (2014)
      - NCAA Final Four (2014 przez AP)[14]
      - 2K Sports Classic (2014)
      - Paradise Jam (2013)

  - debiutantów Big East (2011)
  - Husky of Honor (2014)